# Osage County, Missouri
Osage County är ett administrativt område i delstaten Missouri, USA. År 2010 hade countyt 13 878 invånare. Den administrativa huvudorten (county seat) är Linn.

## Geografi
Enligt United States Census Bureau har countyt en total area på 1 589 km². 1 570 km² av den arean är land och 19 km² är vatten.

### Angränsande countyn
- Callaway County - norr
- Gasconade County - öst
- Maries County - söder
- Miller County - sydväst
- Cole County - väst